# 중화 (당)
중화(中和, 881년 7월 ~ 885년 3월)는 당나라(唐) 희종(僖宗) 이현(李儇)의 세번째 연호이다. 3년 8개월 동안 사용하였다.

## 개원
- 광명(廣明) 2년 7월 11일[1](881년 8월 9일)에 연호를 중화(中和)로 개원함.[2][3][4][5]

- 중화(中和) 5년 3월 14일[6](885년 4월 2일)에 연호를 광계(光啓)로 개원함.[2][3][7][5]

## 연대 대조표
| 중화       | 원년       | 2년        | 3년        | 4년        | 5년        |
| 서기(西紀) | 881년      | 882년      | 883년      | 884년      | 885년      |
| 간지(干支) | 신축(辛丑) | 임인(壬寅) | 계묘(癸卯) | 갑진(甲辰) | 을사(乙巳) |

## 동시대 연호

### 중국
남조(南詔)
- 정명승지대동(貞明承智大同)? (878년 ~ 888년)?

제(齊, 황소의 난)
- 금통(金統) (880년 ~ 884년)

### 일본
- 간교(元慶) (877년 ~ 885년)
- 닌나(仁和) (885년 ~ 889년)

## 같이 보기
- 중국의 연호 목록